# En route vers Zanzibar
Série En route vers…
En route vers Singapour
(1940) En route vers le Maroc
(1942)
Pour plus de détails, voir Fiche technique et Distribution.
En route vers Zanzibar (titre original : Road to Zanzibar) est un film américain réalisé par Victor Schertzinger, sorti en 1941.

## Fiche technique
- Titre : En route vers Zanzibar
- Titre original : Road to Zanzibar
- Réalisation : Victor Schertzinger, assisté de Hal Walker (non crédité)
- Scénario : Don Hartman et Frank Butler d'après une histoire de Sy Bartlett et Don Hartman
- Production : Paul Jones et William LeBaron producteur exécutif (non crédité)
- Société de production : Paramount Pictures
- Musique : Victor Young
- Orchestrations : Walter Scharf (non crédité)
- Chorégraphie : LeRoy Prinz
- Image : Ted Tetzlaff
- Montage : Alma Macrorie
- Direction artistique : Hans Dreier et Robert Usher
- Costumes : Edith Head
- Pays de production :  États-Unis
- Format : Noir et blanc - Son : Mono (Western Electric Mirrophonic Recording)
- Genre : Comédie musicale
- Durée : 91 minutes
- Dates de sortie :  
  - États-Unis : 11 avril 1941
  - France : 20 mai 1948 (Paris)

## Distribution
- Bing Crosby : Chuck Reardon
- Bob Hope : Hubert 'Fearless' Frazier
- Dorothy Lamour : Donna Latour
- Una Merkel : Julia Quimby
- Eric Blore : Charles Kimble
- Douglass Dumbrille : Négociant d'esclaves
- Iris Adrian : La soubrette française
- Lionel Royce : Monsieur Lebec
- Buck Woods : Thonga
- Leigh Whipper : Scarface
- Ernest Whitman : Whiteface
- Noble Johnson : Chef
- Joan Marsh : Dimples
- Luis Alberni : Propriétaire de boutique autochtone

Et, parmi les acteurs non crédités :
- Charles Gemora : Le gorille
- Paul Porcasi : Un turc au marché d'esclaves
- Georges Renavent : Saunders, propriétaire de l'hôtel

## Chansons
Paroles : Johnny Burke - Musique : Jimmy Van Heusen
- "You Lucky People, You"

Chanté par Bing Crosby
- "African Etude / Road To Zanzibar"

Chanté par Bing Crosby & Chœur
- "You're Dangerous"

Chanté par Dorothy Lamour
- "It's Always You"

Chanté par Bing Crosby